# Thranius bimaculatus
Thranius bimaculatus là một loài bọ cánh cứng trong họ Cerambycidae.